# Schlüter DSU
Der Schlüter DSU 25 ist ein Traktormodell der Anton Schlüter Traktorenwerke in Freising. Von dem Modell wurden zwischen 1947 und 1948 insgesamt 215 Stück gebaut. Er entstand auf der Basis des mit einem Holzvergaser-Motor ausgestatteten Schlüter GZA 25. Er wurde in verschiedenen Ausführungen verkauft. Die Modelle in den ersten Nachkriegsjahren hatten wegen des Rohstoffmangels Eisenräder und keine Kühlerverkleidung. Die Verfügbarkeit auf dem Oldtimermarkt ist schlecht und die Preise schwanken zwischen 2.300 € für Fahrzeuge in schlechtem Zustand und 10.500 € für solche in sehr gutem Zustand (Stand 2018).
Schlüter baute bis 1947 Traktoren mit Holzgasgeneratoren. Als Traktor mit einem Dieselmotor wurde ab diesem Jahr der DSU 25 angeboten. Der Motor hatte noch viele Ähnlichkeiten mit dem Holzgasmotor, allerdings mit einer verkleinerten Bohrung und einem Hubraum von 3100 cm³. Die Leistung war mit 25/28 PS bei 1500/min ebenso hoch wie beim GZA 25. Zwei verschiedene Getriebe standen zur Wahl, die beide vier Vorwärts- und einen Rückwärtsgang hatten. Das von der Zahnradfabrik Augsburg bezogene Getriebe ZA Renk SG22-4 wurde 102-mal eingebaut und ermöglichte eine Höchstgeschwindigkeit von 18,5 km/h. Das von der Zahnradfabrik Friedrichshafen zugekaufte Getriebe ZF A-12 wurde 113-mal eingebaut; es ermöglichte eine Höchstgeschwindigkeit von 17,3 km/h. Neben der erwähnten Kühlerverkleidung fehlte manchen Schleppern auch die Motorverkleidung. An Reifen wurde verwendet, was verfügbar war, darunter auch Flugzeugreifen.
In den ersten Nachkriegsjahren wurden auch ehemalige Holzvergaserschlepper, teilweise sogar bei Schlüter selbst, auf den Dieselmotor umgerüstet. Dadurch gibt es heute weitere DSU-25-Schlepper mit dem Prometheus Getriebe von Deutz. Äußerlich lassen sich die Umbauten vom Original nicht unterscheiden.
Der Bau wurde schon im Mai 1948 eingestellt, als mit dem DS 25 ein Modell angeboten wurde, bei dem der Motor speziell für den Dieselbetrieb entwickelt worden war.